# Kneria rukwaensis
Kneria rukwaensis is een straalvinnige vissensoort uit de familie van de oorvissen (Kneriidae). De wetenschappelijke naam van de soort is voor het eerst geldig gepubliceerd in 1995 door Seegers.